# Nulla è eterno, Joe
Nulla è eterno, Joe (Nothing Lasts Forever) è un romanzo thriller del 1979 di Roderick Thorp, ed è il seguito del suo romanzo del 1966 The Detective. È conosciuto soprattutto per il suo adattamento cinematografico, Trappola di cristallo (Die Hard). Nel dicembre 2012 il libro è stato riportato in stampa e pubblicato come ebook per il 25º anniversario del film.

## Trama
Per la Vigilia di Natale, Joe Leland, detective della polizia di New York in pensione, va a trovare sua figlia Stephanie Leland Gennaro a Los Angeles, dove lavora per la sede centrale della Klaxon Oil Corporation. Nel frattempo un gruppo di terroristi tedeschi della guerra fredda irrompono nel grattacielo. La banda è guidata dal brutale Anton "Little Tony" Gruber. Joe ha conosciuto Gruber durante la seconda guerra mondiale, quando Joe era un pilota di caccia.
Scalzo, Leland scivola via e riesce a rimanere inosservato nel gigantesco complesso di uffici. Aiutato solo all'esterno dalla polizia di Los Angeles, e dal sergente Al Powell, Leland combatte contro i terroristi, uno per uno, nel tentativo di salvare i 74 ostaggi, tra cui la figlia.